# Dugarsürengiin Oyuunbold
Dugarsürengiin Oyuunbold, né le 25 décembre 1957 à Sükhbaatar et mort en 2002, est un lutteur libre mongol.

## Carrière
Concourant dans la catégorie des moins de 57 kg (catégorie coqs), Dugarsürengiin Oyuunbold est médaillé de bronze aux  Championnats du monde 1978 à Mexico et aux Jeux olympiques d'été de 1980 à Moscou.